# 罪論
罪論（hamartiology）是基督教系統神學的十大教義之一。

## 從聖經觀點看罪

### 罪的定義
- 「任何違背、違抗神律法或旨意的思想、行為、言語或狀態。」（多二14）。

- 希臘文（hamartia）  的意思是：「不中的」、「偏離公義的道路」。不只具體的錯誤行為。這包括了過犯的罪行（sin of commission）與忽略的罪行（sin of omission）；不能行正確的事也是罪（羅十四23）。

- 罪是人內在的一個律：罪不單是一種行為，罪也是住在人裡面的一個律。保羅提過，他與罪的律掙扎（羅七14、17至25）；所有人都有罪性（加三22）。

- 罪是向神及人所作錯誤的行為：羅馬書一章18節提到「不虔不義的人」。不虔代表不能順服神，及不能遵守祂所定的命令（出二十1至11）；不義是指人對他的夥伴不公正（出二十12至17）。

結語：聖經用很多言詞描寫罪，含意從「不中鵠或目標」到「破壞關係」，到「不敬虔」、「道德上的邪闢」、「無知」、「變態」等等，無論是對自己、對別人、對神，且無論是哪一方面的罪，其主要特徵是故意違背神。（詩五一4；羅八7）。罪的根本是冒犯神，而不是一般人所認為的自私，這是對罪的性質及其嚴重性錯誤的判斷。

## 從神學用語看罪

### 罪行（）定義
神學用語，指人使用自由意志所犯的罪，有別於原罪。 

### 原罪（）定義
- 神學用語，指亞當墮落後而傳給每一個人的罪性，是人與生俱來的罪的狀態及景況（敗壞的本質）
- 亞當的第一個罪行歸在人的身上

### 罪所產生的後果
- 人對神的態度：人最初被造，是為與神同在、與神相交，但現在卻害怕看見神，羞恥和恐懼成了他們最顯著的情緒，顯示出人與神之間的關係破壞。（創三7、8、10；二25；）

- 神對人的態度：

罪引發神的不悅，因為罪與神的本性相違，神不可能姑息罪，因為那等於叫神不再忠於祂自己，而神是斷不能背負祂自己的，所以人被責備、咒詛、定罪、趕出伊甸園。 
- 對人類：

罪的破壞能力延展到所有的人，及整個人的每個部分（羅一18至三20），如：智能（林後四4）；良  知（提前四2）；意志（羅一28）；心（弗四18）；在人的天然本質上，不能行神看為善的事。人有與生俱來的罪性。 
- 對受造萬物也產生影響：「地必為你的緣故受咒詛」（創三17；羅八20）
- 死的出現：死亡是罪的具體刑罰之體現，是附屬伊甸園的警告。（創二17）

### 罪的歸與
歸與這個字的英文（imputation），是來自拉丁文（imputare）；意思就是「結帳」，歸入某人的帳項。而且這個名詞又關係到，罪是如何歸到每個人身上的問題。在新約聖經羅馬書五章12節提到罪是透過亞當進入世界。這節經文確定人對罪的看法。

## 從神學家的觀點來看罪
歷史上有四個主要的觀點：伯拉糾觀點、阿民念觀點、立約觀點、奧古斯丁觀點，這些觀點都是在說明罪是如何歸與人類。而這些歷史觀點，也直接影響了現今各基督教宗派的罪觀。 
筆者列出以下伯拉糾觀點、阿民念觀點、奧古斯丁觀點等，供參考：

### 奧古斯丁觀點（Augustinian view）
「奧古斯丁在神學上強調人的墮落與神的恩典，對抗伯拉糾認為人是可以用自己的行動來討神喜悅的思想，影響以後教會神學的發展。」希波的奧古斯丁（354~430年），出生於北非，並在北非的迦太基受教育，此地是一個非常拉丁化而有多種族出入的地方。奧古斯丁是公認初代教會時期最重要的神學家，有時被稱為「希波的奧古斯丁」。一方面，他總結了初代教父神學而集其大成；另一方面，開創西方教會神學傳統，下接中世紀並影響宗教改革，「是西方神學治學方法之父」。奧古斯丁的父親是生活放蕩的異教徒，而母親卻是虔誠的基督徒。「雖然長期跟隨他的母親學習基督真道，但遲至387年才受洗。據他在《懺悔錄》說的，是因為他長期在宗教和哲學尋求的結果。」奧古斯丁其前半生可說是陷於情慾的泥沼而不能自拔。奧古斯丁在罪惡中一直尋找，曾一度相信摩尼教，但還是無法得釋放，後來對摩尼教非常失望。「但是當他在384年出任米蘭皇宮修辭學教師，受到安波羅修主教和新柏拉圖主義觀念的影響，去除了他乖離正統信仰的障礙。」當他悔改後，過去他放蕩的經驗反而成為他神學反省的來源。有些人在他以惡為人的本性，並拒絕自由意志的憂鬱觀念中，認為他深受摩尼教的影響，不過也很可能剛好是他天生的惡意識和靈性的枯槁，使他暫時求助於摩尼教，因為他抗辯人性並非本來是邪惡的，並堅持人多少有點自由，作為人類的責任基礎。不過在他397年所完成的（Ad Simplicianum），書中已經對當時的基督徒提出一個觀念；人類是「罪的結合」，人不能自拔，必須仰賴神的恩典。 
奧古斯丁觀點，「這個觀點是因為奧古斯丁而得名。它頗受加爾文、路德、石威廉及施特郎等人支持」。 

#### 罪觀
奧古斯丁認為罪的本質是一種強烈的慾望，是一種變態的自我中心的愛，與愛神的愛是敵對的；「是對自己的愛，取代了對神的愛」。奧古斯丁在與摩尼教徒的辯論中提到，「罪並非努力追求邪惡的本性，而是離棄比較好的本性，因為其行為本身是惡的而不是犯罪者本性出了差錯，因為錯用良善乃是邪惡。」在整個與摩尼教辯論的結論中，奧古斯丁認為有一個罪的奧秘是無法徹底解釋清楚的，「因為唯一真正邪惡的東西，乃是邪惡的意志，但意志根本不是東西，邪惡實際上是虛無的，而自由意志並不是邪惡，自由意志犯罪的原因，也不是邪惡。唯有意志的真正誤用，使意志變為邪惡的意志才是邪惡的。」而誤用意志的潛在因素是驕傲，就是想要脫離他原來的主人---神，而自作主張。在奧古斯丁早期的神學中，奧古斯丁認為罪與邪惡絕對不是神所預定的，而是人類自由意志運用錯誤的結果，後來與伯拉糾主義者（以及所謂的半伯拉糾主義）辯論時，他改變了，他認為人類的自由，在神的更新恩典外，只會犯罪與行惡。他高舉神的自由與主權，認為若是讓人自由發揮，人類的作為永遠都是邪惡的。 
奧古斯丁認為因為罪的緣故，人的心智越來越黑暗及軟弱，使人不能清晰的思考，尤其是不能思考更高深的屬靈真理和觀念。 

#### 原罪
「奧古斯丁是第一位將亞當視為人類實質之頭的神學家」。他對原罪的觀點是是根據創世記之外，還有詩五一，約伯記，弗二3，不過最有力的是『根據《與羅馬人書》五章12節，「眾人都犯了罪」這一句話為基礎（奧古斯丁是根據安波羅修註解誤解《與羅馬人書》五章12節解釋而來---此註解非安波羅修所作），說明全人類都有分與亞當的罪。』他認為人類受造之初，原為良善，但當亞當犯罪時，因為全人類由亞當而出，所以全人類也是「潛在地存於」亞當裡，有分於亞當的罪。而神以全人類都有罪，是因全人類確實都犯了罪。「教會傳統上用原罪解釋人內心傾向罪的事實，和亞當的罪怎樣影響所有的人，奧古斯丁本於詩篇五十一5，解釋原罪為遺傳的罪；他說亞當的性情透過性交、懷孕而傳給下一代」。所以「奧古斯丁認為原罪污染了人類，是由人成孕的那一刻開始，因此人生來便有罪」。可以說是人一生下來就有犯罪的傾向，罪是人性的一部份。包括基督徒婚姻之性行為在內，這都是原罪傳遞的路徑。因著從亞當而來的原罪使人性生病了，使與生俱來的每一樣好東西，例如生命、感受、理智這些來自與神的一切美好都成了無用及黑暗的，因此每一個從亞當來的人都需要醫生。也因著原罪的因素，使人受黑暗權勢的挾制與掌控。

#### ==與奧古斯丁同時期的東方的主教(君士坦丁堡的屈梭多模、亞歷山大的區利羅）對《與羅馬人書》五章12節）解讀的比較 ==
奧古斯丁：《與羅馬人書》五章12節的最後一句「眾人都犯了罪」的前面的希臘字ἐφʼ ᾧ （因為, because)，如上所述，因為拉丁文譯本，錯譯希臘文，解讀為「在裏面(in whom)」，因此奧古斯丁把12節最後的句子解作：「我們確實『在亞當裏面(in whom)』，因此亞當的罪，也就是我們的罪。」奧古斯丁此經文雖然用錯了譯本，但他的原罪論的思想，並非只建立在這一句話上，而是建立在羅馬書七、九章哥林多前書十五章。
屈梭多模：把ἐφʼ ᾧ 當作是連接詞，意思是『因為』。至於眾人都犯了「罪」和奧古斯丁一樣，不解釋為人自己犯罪，而是解釋作「他們有份亞     當的過犯 」（把奧古斯丁的原罪的神學觀念，與以ἐφʼ ᾧ 當作是連接詞「 因為」的文法解釋結合起來。https://books.google.com.tw/books?id=vvUUAAAAQAAJ&printsec=frontcover&hl=zh-TW#v=onepage&q&f=false另外，在屈梭多模死後約276年，大馬士革的聖約翰解讀此句經文中的希臘字ἐφʼ ᾧ為『為了……緣故  』，雖然較接近『因為』，但是和奧古斯丁、屈梭多模一樣，將「眾人都犯了『罪』」，解釋為「因為有份於亞當的過犯，而不是眾人自己犯了罪。」和奧古斯丁的解釋，只有在ἐφʼ ᾧ 的詞性的差異而已，整體的神學涵意是和奧古斯丁是相同的。 
區利羅：把ἐφʼ ᾧ 當作是連接詞，意思是『因為』，「眾人都犯了『罪』，是因為所有人都承襲亞當犯罪的結果。 （页面存档备份，存于）和奧古斯丁的解釋，不只在ἐφʼ ᾧ 的詞性的差異而已，整體的神學涵意也有所不同，眾人是「繼承他(亞當)過犯的結果而犯罪」，而不是解釋為「在亞當裏犯罪」。眾人的犯罪與亞當的過犯有關聯，源自人類最初的過犯。根據區利羅的解讀方式，此種解讀方式和立約觀點較像，眾人犯罪是因為亞當違反了與上帝所立的行為之約（韋斯德公認信條七章二節) https://zh.ligonier.org/tc/resources/creeds-and-confessions/westminster-confession-of-faith/ （页面存档备份，存于） （页面存档备份，存于），而不是因為眾人「在亞當裏犯了罪」。

#### 奧古斯丁觀點小結
- 《與羅馬人書》五章12節：因亞當的罪，罪就歸與人。
- 人類因亞當都犯了罪。
- 總結：奧古斯丁認為人生下來就有犯罪的傾向，這是人性的一部份。
- 現代支持者：宗教改革後期的加爾文派。
- 同時期的東方的主教屈梭多模（以及他死後300年之後的大馬士革的聖約翰）和奧古斯丁的觀點相近，雖然在羅馬書5章節的最後一句的啟始字的詞性及字義和奧古斯丁不一樣。
- 另外一位同時期的亞歷山大的主教，區利羅的釋經觀點則和奧古斯丁不一樣。根據此種釋經觀點，眾人了犯罪，「不是因為在亞當裏面，而是因為承接亞當的犯罪結果」，較近似立約的觀點。亞當是人類的代表，所以，犯罪的結果，歸算到全人類[7]，罪進到人類生活的各領域，靈性、肉體上的死也臨到眾人，罪成為普世性。[8]

### 伯拉糾觀點（Pelagian view）
五世紀流行於西方教會的苦修運動中，伯拉糾可以說是領袖之一，他是以提倡自由意志起家的。伯拉糾（約370~418年）原是英國一位平信徒，約為400年為羅馬接納，成為苦修主義的教師。「基本上他是一位基督教道德主義者，也就是在教會內提倡強烈道德態度與行為的人。」所以當伯拉糾看到對人性悲觀的論調時，他大吃一驚，因為他認為這是有損道德的說法。對他而言，如果人不能不犯罪，那是污辱其創造主。他接受奧古斯丁所提倡的嬰兒洗禮，但他否認它具有洗淨遺傳之罪的效力。並且他否認奧古斯丁所提倡的原罪觀（不過當時大多數的東方基督教信徒也都否認，所以他並不孤單）。他於409年，在羅馬提倡他的奇異教義，現代一位神派（Unitarians）就是以他的教義系統為基礎的。431年在以弗所大會中將伯拉糾訂為異端。伯拉糾派常以不同的形式出現，如半伯拉糾派，而又改頭換面成為阿民念派。伯拉糾常說的一句話：「如果我應該做，我就能做」。

#### 罪觀
伯拉糾說，神直接且個別的創造每一個靈魂，靈魂既不遺傳，因此每個靈魂都是無罪的，不受污染的，因此根本沒有原罪的存在。「他認為如果接受了靈魂被亞當所傳下來的原罪所污染，那就像是靈魂傳殖說，主張靈魂和身體一樣，是由父母所生，這等於是摩尼教。」況且若原罪的遺傳是真的，那是不是只要是受了洗的父母，就可以使他們的後代免除了亞當的罪，並且承受他們的聖潔呢？
伯拉糾認為受造的靈魂，沒有一個與亞當的罪有任何直接的關連。亞當的罪對人類唯一的影響，只是作了一個壞榜樣。因此，伯拉糾認為《與羅馬人書》五章l2節的意思，不是說罪影響到全人類。亞當的罪沒有歸到人類，臨到人的只是自己所犯的那些罪，因為人類犯罪是因為自由意志的問題，因為他選擇了學習壞榜樣，是明知故犯。所以人要為自己的選擇所帶來的結果負責，因此根本沒有原罪的存在。此外，人死並不是因為犯了罪，而是因為自然律。就算亞當沒有犯罪，人也是會死的。伯拉糾認為人沒有一個傾向犯罪的本質，所以罪是可以避免的。「以形上學的語言來說，罪是一種社會疾病，並非基因的遺傳病。」伯拉糾及他的教義，在418年的迦太基會議（Council of Carthage）中被否定了。如果伯拉糾的推論都是合理的話，每個人的出生都沒有受到亞當犯罪的影響了，那就是說，每個人都會「墮落」一次，不然世上就會出現某些完全人了。

###### ＝＝與伯拉糾同時期的東方的安提阿學派的觀點＝＝
奧古斯丁與伯拉糾對恩典（原罪）/自由意志的爭議，是發生在西方。同時期的安提阿學派的屈梭多模、亞歷山大學派的區利羅，雖然在5章12節的經文的解經上和奧古斯丁有差異:
亞歷山大學派的區利羅：「他們在與他(亞當)真實的連帶責任中犯了罪；這是繼承他(亞當)過犯的結果。」
安提阿學派的屈梭多模：「ἥμαρτον 所指的是集體的罪：死隨著臨到了眾人，因為他們全都在亞當那最初的過犯上集體犯了罪。」
這兩個學派的主教的字義上的解讀，雖然不同於奧古斯丁將ἐφʼ ᾧ當作關係代名詞，而是將ἐφʼ ᾧ當作連接詞。但是，最後的神學意涵卻是和奧古斯丁相同的。這也說明了，為何東方教會在「原罪論」及「恩典」的議題上，並沒有太多的爭議。
但是當伯拉糾從羅馬逃到東方尋求庇護，他受到在敘利亞、巴勒斯坦的安提阿學派的教會的保護。因為許多東方教會領袖認為伯拉糾關於「罪」與「救恩」的教導，並不像奧古斯丁與其他西方神學家所說的，如此嚴重，特別是安提阿學派。他們之所會如此認為，是和他們的基督論有關，他們認為「基督的人性不可視為被動的器具，如果這樣，人類的理智和意志就沒有典範，可以指導我們取悅神之道」，所以安提阿學派因著他們基督論的看法，也就不排斥伯拉糾的觀點的。

#### ==伯拉糾在解釋聖經文的錯誤之處 ==
伯拉糾在解讀《與羅馬人書》五章l2節，最後一句，字意的解釋上是正確的。但經文的意義卻錯解了，伯拉糾認為眾人犯罪，是因為以亞當為壞榜樣而犯罪，都得自行為自己重蹈亞當之罪的覆轍負責。但伯拉糾此解讀聖經的思想，將亞當和基督類比的關係與範圍縮小，甚至失去了與後面的經文的思想的關聯性（眾人和亞當之間的連帶性），更忽略了創世記2-3章中，有關上帝的誡命與對亞當懲罰的相關經文。而伯拉糾會如此解釋此句經文，是因為認為，人有自由意志，可以選擇犯罪、也可以選擇不犯罪，這才是真正的自由。也就是說，他不認為人有原罪，對5章12節以及後面的經文之間的關係，也就沒有去看整體的關聯性。而奧古斯丁所定義的自由意志，是照著自己想要作的去作，包括人類犯罪在內，他駁斥伯拉糾說：「一個人的自由意志，除了犯罪之外，一無用處。」

#### 伯拉糾觀點小結
- 羅馬書五章12節：人以亞當的榜樣犯罪，就招致死亡。
- 在解讀羅馬書五章12節的意思時，忽略了創世記2-3章、及羅馬書五章13-21節的經文的關聯性。
- 亞當沒有代表全人類，罪單單影響亞當。所以，羅馬書5章12節的末句：「眾人犯了罪」和亞當沒有關係。
- 總結：伯拉糾認為人出世時還未發展完全，已經有了行善行惡潛能，但與生俱來是無罪的，人有自我完善的能力，有可能實踐向上帝、向鄰舍當盡的義務；因為人在按自己意志行事以前，人所有的都是神放在他裡面的。
- 貢獻

伯拉糾的理論雖然未能認清人的軟弱，但非常注重人的偉大，以及神賜給人奇妙的特權極高超的地位，以及道德律及基督的榜樣。現代支持者為神體一位論者。

### 阿民念派的觀點（Arminian view）
「在十七世紀初葉，加爾文主義的罪與恩的教義在荷蘭遭受到決定性的反抗，那就是在教會史中最著名的阿民念派的爭論。」阿民念（即亞米紐斯，1560~1609年）荷蘭神學家和歸正教會牧師，「他曾對加爾文的預定論提出修正」，而自成「阿民念派」。阿民念在荷蘭出生，並且曾在馬堡、萊頓、日內瓦和巴色等地讀書。他曾在阿姆斯特丹一間教會擔任牧師（1588~1603年）。而在他生命中的最後六年，則在荷蘭的萊頓大學任教授。「他在萊頓大學的繼承者依皮斯克皮烏，以及其他的從者如艾屯波加特、格魯修、林寶等人，更離棄了教會所公認的教義。」 
阿民念起初是一個嚴格的加爾文派信徒。他在日內瓦時，曾受教於加爾文的女婿伯撒門下。當他因為為了維護加爾文的思想，而受到對手古尼賀爾特駁斥時，他覺得對手比他更能保衛自己的觀點於是他摒棄了加爾文主義，轉為反對加爾文關於預定和定罪的教義。他將加爾文的思想加以修訂，令「神不致被人當作是罪的創始者，人也不會成為神手中的一部機器」。

#### 罪觀
「阿民念派高舉人的自由」。他的觀點與半伯拉糾主義（semi-Pelagianism）相近，而這些觀點也代表了一些循道宗、衛理宗、五旬宗看法。思想上，阿民念與伯拉糾主義相似，他的教義是：人並不因亞當的犯罪而被視為有罪。人有能力過義的生活，人犯罪是自發地及有目的地去犯的，因為這樣，神才將罪歸與他們，並且追討他們的罪。人類雖然因為亞當犯罪，而在屬靈中帶出惡的影響，且不能擁有原義（一生下來就是義人）；但因為預設的恩典（基督的贖罪所帶給普世人類的好處），使人無分於亞當的罪咎；「從遺傳而來的只有污穢，而沒有罪咎，污穢並不算是罪，只不過是一種疾病而已，並不致叫人受咒詛或定罪，而只是削弱他的本性，以致他不能得到永生，或藉建立自己來討神喜悅，或為自己找到一個得救的方法。」但是「神從每個人有意識開始，就賜給人聖靈特殊的影響力，使人有能力抗衡與生俱來的敗壞，可以順服神；只要人的意志願意合作。阿民念承認亞當犯罪的影響，但並不認為這個影響會使人全然的敗壞，透過神給予人能力，人仍能作義的選擇，所以人必須以自由意志為自己的歸宿負責。阿民念對《與羅馬人書》五章12節的解釋是，不是全人類都受到亞當犯罪及死亡的影響，而是說：當人認同於亞當的罪行，罪就歸與那個人。在近代，阿民念派與浸信會和時代論者和在一起，成為美國基要派運動的一大力量。

#### 阿民念觀點小結
- 羅五章12節：當人認同亞當的罪──故此得了罪的歸與。
- 亞當犯了罪，部分地影響人類。
- 總結：人不是全然的敗壞，人從亞當得到敗壞的天性，但不是定罪或罪債。
- 現代支持者：循道宗、衛理宗、浸信宗、五旬宗、聖潔派團體。

### 引用
1. ↑  J.Erickson, Millard. . 由郭俊豪; 李清義翻译. 台北縣: 中華福音神學院. 2000-2002: 254. ISBN 978-957-0471-16-8.
2. 1 2  E. Olson, Roger. . 由吳瑞誠; 徐成德翻译. 台北市: 校園書房. 2002: 320. ISBN 978-957-587-758-3.
3. ↑  奧古斯丁. . 由周偉馳翻译. 香港: 歷代基督教思想學術文庫. 2005: xxxiii. ISBN 962 8322 93 1.
4. ↑  Cranfield, C.E.B. . 由潘秋松翻译. 台北市: 中華福音神學院. 1989: 387–391. ISBN 957-9337-72-1.
5. ↑  Cranfield, C.E.B. . 台北市: 中華福音神學院出版社. 1997: 387–391. ISBN 957-9337-72-1.
6. ↑  Cranfield, C.E.B. . 由潘, 秋松翻译. 台北市: 中華福音神學院出版社. 1997: 387–392. ISBN 957-9337-72-1.
7. ↑  吳, 存仁. . 香港: 浸信會出版社（國際）有限公司. 2021: 216. ISBN 978-962-933-964-7.
8. ↑  Erickson, Millard J. . 新北市: 中華福音神學出版社, 華宣發行. 2000-2002: 208–231/279–280. ISBN 978-957-0471-16-8.
9. ↑  C.E.B., Cranfield. . 台北市: 中華福音神學院出版社. 1997: 392. ISBN 957-9337-72-1.
10. ↑  C.E.B., Cranfield. . 台北市: 中華福音神學院出版社. 1997: 391–392. ISBN 957-9337-72-1.
11. ↑  Olson, Roger E. . 新北市: 校園書房出版社. 2002: 240. ISBN 978-957-587-758-3.
12. ↑  Roger E., Olson. . 新北市: 校園書房出版社. 2002: 279–280. ISBN 978-957-587-758-3.
13. ↑  Cranfield, C.E.B. . 由潘秋松翻译. 台北市: 中華福音神院出版社. 1997: 387–391. ISBN 957-9337-72-1.

## 外部連結
https://patristica.net/graeca/ （页面存档备份，存于）